# Віньковецький район
Вінькове́цький райо́н — колишній район у південно-східній частині Хмельницькій області, в зоні лісостепу на Волино-Подільській височині.
17 липня 2020 року район було ліквідовано внаслідок адміністративно-територіальної реформи.

## Географія
Кордони: район межував з Деражнянським, Дунаєвецьким, Новоушицьким, Ярмолинецьким районами Хмельницької області, Барським районом Вінницької області.
Територією району протікає 12 річок. Найбільші з них Ушиця, Калюс, Лядова, Вовк.
Питома вага району в області становила: за територією — 3,39 %, за населенням — 2 %. У районі були 1 селищна і 17 сільських рад; 1 селище міського типу і 35 сіл.
На території Віньковецький район єдине в Україні родовище глауконіту — дешевого калійно-фосфорного мінерального добрива, що має велику агрохімічну ефективність. Прогнозні запаси — 16,5 млн тонн, глибина залягання від 30 до 70 метрів, потужність шару від 7 до 12 метрів. Підошвою є метровий шар жовн фосфориту. Глауконіт використовується також як сорбент для виведення ізотопів цезію-137 і стронцію-90 відповідно на 94-98 %. Може бути також використаний у лакофарбовій промисловості, для очистки мінеральних масел, стічних вод, промислових стоків.
На території району є онікс, камінь-вапняк, камінь-пісковик, кремінь, фосфорити, глина, придатна для виробництва цегли, а також високоякісні гончарні глини, пісок, придатний для виробництва вапнякового борошна.
Заповідники: місцевого значення — 14 шт. загальною площею 380,71 га.
Структура земельного фонду Віньковецького району (га). Загальна площа району 65,3 тис. га в тому числі сільськогосподарські землі 48,9 тис. га, ліси та інші лісовкриті площі 9,9 тис. га, забудовані землі 2,4 тис. га, землі водного фонду 0,6 тис. га, інші землі 2,5 тис. га.

## Історія
29 жовтня 1921 р. під час Листопадового рейду через Грим'ячку, Яснозір'я, Охрімівці теперішнього Віньковецького району проліг шлях Подільської групи (командувач Михайло Палій-Сидорянський) Армії Української Народної Республіки.
Віньковецький район Хмельницької області створено 7 березня 1923 року. Цього ж дня утворений Зіньковецький район, який 3 лютого 1931 року ліквідований, а його територія ввійшла до складу Віньковецького.
31 жовтня 1927 року Віньківці були перейменовані в місто Затонське, а район став називатися Затонський на честь академіка Володимира Затонського. 1938 року райцентру та району повернуті старі назви.
30 грудня 1962 року Віньковецький район був ліквідований. Територія його спочатку входила до Ярмолинецького, пізніше ще й до Новоушицького і Деражнянського районів Хмельницької області. Ліквідовано Говорівський сільськогосподарський технікум і переведено в Кам'янець-Подільський, Зіньківський бухгалтерський технікум переведено до Шепетівки.
8 грудня 1966 року згідно з Указом Президії Верховної ради УРСР Віньківці знову стали центром однойменного району.
17 липня 2020 року Віньковецький район, внаслідок адміністративно-територіальної реформи в Україні, було ліквідовано. Територія району ввійшла до складу новоутвореного Хмельницького району

## Політика
25 травня 2014 року відбулися Президентські вибори України. У межах Віньковецького району було створено 39 виборчих дільниць. Явка на виборах складала — 69,88 % (проголосували 14 242 із 20 382 виборців). Найбільшу кількість голосів отримав Петро Порошенко — 55,51 % (7 906 виборців); Юлія Тимошенко — 18,28 % (2 603 виборців), Олег Ляшко — 12,27 % (1 747 виборців), Анатолій Гриценко — 3,39 % (483 виборців). Решта кандидатів набрали меншу кількість голосів. Кількість недійсних або зіпсованих бюлетенів — 1,22 %.

## Населення
Розподіл населення за віком та статтю (2001):
| Стать | Всього | До 15 років | 15-24 | 25-44 | 45-64 | 65-85 | Понад 85 |
| --- | ------ | ----------- | ----- | ----- | ----- | ----- | -------- |
| Чоловіки | 13 833 | 2610        | 1560  | 3906  | 3450  | 2227  | 80       |
| Жінки | 17 228 | 2486        | 1563  | 3676  | 4394  | 4706  | 403      |
| \| Статево-вікова піраміда \| Статево-вікова піраміда \| Статево-вікова піраміда \| \| ----------------------- \| ----------------------- \| ----------------------- \| \| Чоловіки \| Вік \| Жінки \| \| 80 \| 85 + \| 403 \| \| 161 \| 80-84 \| 646 \| \| 472 \| 75-79 \| 1233 \| \| 773 \| 70-74 \| 1546 \| \| 821 \| 65-69 \| 1281 \| \| 1081 \| 60-64 \| 1539 \| \| 679 \| 55-59 \| 919 \| \| 914 \| 50-54 \| 1060 \| \| 776 \| 45-49 \| 876 \| \| 1017 \| 40-44 \| 921 \| \| 991 \| 35-39 \| 916 \| \| 987 \| 30-34 \| 919 \| \| 911 \| 25-29 \| 920 \| \| 743 \| 20-24 \| 802 \| \| 817 \| 15-20 \| 761 \| \| 1007 \| 10-14 \| 1000 \| \| 917 \| 5-9 \| 855 \| \| 686 \| 0-4 \| 631 \| |        |             |       |       |       |       |          |
| Статево-вікова піраміда |        |             |       |       |       |       |          |
| Чоловіки | Вік    | Жінки       |       |       |       |       |          |
| 80 | 85 +   | 403         |       |       |       |       |          |
| 161 | 80-84  | 646         |       |       |       |       |          |
| 472 | 75-79  | 1233        |       |       |       |       |          |
| 773 | 70-74  | 1546        |       |       |       |       |          |
| 821 | 65-69  | 1281        |       |       |       |       |          |
| 1081 | 60-64  | 1539        |       |       |       |       |          |
| 679 | 55-59  | 919         |       |       |       |       |          |
| 914 | 50-54  | 1060        |       |       |       |       |          |
| 776 | 45-49  | 876         |       |       |       |       |          |
| 1017 | 40-44  | 921         |       |       |       |       |          |
| 991 | 35-39  | 916         |       |       |       |       |          |
| 987 | 30-34  | 919         |       |       |       |       |          |
| 911 | 25-29  | 920         |       |       |       |       |          |
| 743 | 20-24  | 802         |       |       |       |       |          |
| 817 | 15-20  | 761         |       |       |       |       |          |
| 1007 | 10-14  | 1000        |       |       |       |       |          |
| 917 | 5-9    | 855         |       |       |       |       |          |
| 686 | 0-4    | 631         |       |       |       |       |          |

Національний склад населення за даними перепису 2001 року:
| Національність | Кількість осіб | Відсоток |
| -------------- | -------------- | -------- |
| українці       | 30001          | 96,51 %  |
| росіяни        | 951            | 3,06 %   |
| молдовани      | 26             | 0,08 %   |
| білоруси       | 23             | 0,07 %   |
| румуни         | 15             | 0,05 %   |
| інші           | 69             | 0,22 %   |

Мовний склад населення за даними перепису 2001 року:
| Мова       | Кількість осіб | Відсоток |
| ---------- | -------------- | -------- |
| українська | 30213          | 97,19 %  |
| російська  | 802            | 2,58 %   |
| молдовська | 18             | 0,06 %   |
| білоруська | 14             | 0,05 %   |
| інші       | 38             | 0,12 %   |

## Пам'ятки
У Віньковецькому районі Хмельницької області згідно з даними управління культури, туризму і курортів Хмельницької облдержадміністрації перебуває 31 пам'ятка історії. З них 30 — пам'ятні знаки воїнам, що брали участь у ВВВ.
У Віньковецькому районі Хмельницької області згідно з даними управління культури, туризму і курортів Хмельницької облдержадміністрації перебуває 3 пам'ятки архітектури.